# Uriah
Uriah – jednostka osadnicza w Stanach Zjednoczonych, w stanie Alabama, w hrabstwie Monroe.